# 5146 Moiwa
5146 Moiwa è un asteroide della fascia principale. Scoperto nel 1992, presenta un'orbita caratterizzata da un semiasse maggiore pari a 2,7414740 UA e da un'eccentricità di 0,1567644, inclinata di 13,86788° rispetto all'eclittica.